# TSV Benningen
Der Turn- und Sportverein 1899 Benningen e. V., kurz TSV 1899 Benningen, ist ein Sportverein aus Benningen am Neckar.

## Geschichte
Der Verein wurde 1899 gegründet. Die größten Erfolge erreichten die Abteilungen Fußball in den 1950er Jahren sowie Ringen in den 2000er Jahren.

## Ringen
Die Ringerabteilung des TSV 1899 Benningen tritt in der Saison 2009 in der 2. Bundesliga Süd an. Trainer der Mannschaft aus Württemberg ist Edgar „Eddy“ Thomas. Leistungsträger der Mannschaft sind Felix Hagenbruch (bis 96 kg) und Jens Barth (bis 120 kg), sowie in der vergangenen Saison 2008 Rando Sauter (bis 55 kg/60 kg) und Maciej Balawender (bis 84 kg). DRB-Kampfrichterreferent Antonio Silvestri wurde bei den Weltmeisterschaften 2007 in Baku eingesetzt. Die Mannschaftskämpfe werden in der 2008 fertiggestellten Sporthalle in der Au ausgetragen. Die zweite Mannschaft tritt in der Bezirksliga Unterland an.
Die größten Erfolge der Abteilung Ringen waren der Aufstieg in die Oberliga Württemberg 2002, die Vizemeisterschaft in der Oberliga Württemberg 2006 und die Meisterschaft 2007. 2008 wurde das Team Zweiter im WRV-Pokal.
2010 wird der TSV 1899 Benningen die Deutschen Männer-Meisterschaften im freien Stil austragen.
2011 wurde der TSV vor der letzten 2.-Liga-Wettkampfrunde wegen Verstößen gegen das Fair-Play zu einer Geldstrafe von 8000 Euro, sowie dem Zwangsversetzung in die Verbandsliga verurteilt, nachdem der Club – um den Aufstieg in die Ringer-Bundesliga zu vermeiden – drei Wettkämpfe in Folge erklärter Maßen absichtlich verloren hatte. Der TSV legte Rechtsmittel ein.

## Fußball
Größere Aufmerksamkeit erlangte der TSV 1899 Benningen erstmals 1958, als die Fußballer in die 2. Amateurliga Württemberg aufstiegen, und als Neuling auf Anhieb Dritter wurden. Bereits im darauf folgenden Jahr gewann der TSV mit 53:3 Punkten und 102:25 Toren überlegen die Meisterschaft und stieg in die neu gegründete 1. Amateurliga Nord-Württemberg, der höchsten Amateurspielklasse auf. Maßgeblichen Anteil hieran hatten die beiden Brüder Rudi und Willi Entenmann, die später beim VfB Stuttgart in der Fußball-Bundesliga spielten. Auch in der neuen Liga konnte sich Benningen in der ersten Spielzeit schnell etablieren und wurde am Ende Vierter. Nachdem man sich in der Saison 1961/62 noch vor dem Abstieg rettete, konnte dieser in der folgenden Spielzeit nicht verhindert werden. Als Tabellenvorletzter fehlten zwei Punkte auf einen Nichtabstiegsplatz.
In der Folgezeit war der TSV 1899 Benningen noch bis zum Abstieg 1968 in der 2. Amateurliga, daraufhin nur noch in unterklassigen Ligen vertreten. In der Saison 2024/25 spielte der Verein in der neunthöchsten Spielklasse, der Kreisliga A, im Bezirk Enz/Murr.
Die bekanntesten ehemaligen Spieler sind Willi Entenmann und Rudi Entenmann. Beide spielten als Abwehrspieler beim TSV 1899 Benningen. Nach dem Abstieg aus der 1. Amateurliga 1963 wechselten sie zum VfB Stuttgart, bei dem Willi Entenmann von 1982 bis 1990 auch als Trainer tätig war.